# Eduard Steuermann
Eduard Steuermann, v USA znám jako Edward, (18. června 1892 Sambir – 11. listopadu 1964 New York) byl rakouský klavírista a hudební skladatel. Jeden z významných členů Druhé vídeňské školy.

## Život
Narodil se v Sambiru, v Haliči  v rodině polských Židů. Měl čtyři sourozence. Jeho sestra Salomea přijala umělecké jméno Salka Viertel a stala se známou herečkou a scenáristkou a bratr Zygmunt byl polským fotbalovým reprezentantem.
Hru na klavír studoval jako chlapec ve Lvově u českého pedagoga Viléma Kurze a poprvé veřejně vystoupil ve svých jedenácti letech. Od roku 1910 pokračoval ve studiu u Ferruccia Busoniho v Basileji. Na základě doporučení Engelberta Humperdincka se stal v letech 1912–1914 žákem kompozice Arnolda Schoenberga. Stal se vyhledávaným sólistou, vystupoval nejen v Evropě, ale i v USA a v Izraeli. Od roku 1919 byl hlavním klavíristou Schönbergova kruhu; několik klavírních skladeb Schoenbergových uváděl v premiéře. Mezi jiným i slavnou skladbu Pierrot Lunaire.
Po připojení Rakouska 12. března 1938 k nacistickému Německu emigroval do Los Angeles, kde již žila jeho sestra Salka. Vystupoval jako klavírista. V letech 1948–1964 vyučoval na newyorské Juilliard School a od roku 1952 byl také profesorem na Philadelphia Conservatory of Music. Kromě toho vyučoval na mistrovských kurzech v několika evropských zeních. V roce 1957 učil i v Darmstadtu na proslulých Mezinárodních letních kurzech pro Novou hudbu (Internationalen Ferienkurse für Neue Musik).
Zemřel v roce 1964 na leukemii.

## Dílo
Dílo Edwarda Steuermanna existuje z větší části pouze v rukopisech. Obsahuje četné klavírní skladby, komorní skladby pro různá obsazení a písně na slova Franze Kafky, Hugo von Hofmannsthala a Bertolda Brechta. Zpracoval klavírní výtah Schoenbergových děl Erwartung a Die glückliche Hand. Pro klavír upravil také jeho 1. komorní symfonii.